# Milorad Korać
Milorad Korać (né le 10 mars 1969 à Požega) est un footballeur serbe. Il jouait au poste de gardien de but.
Il a joué pour plusieurs clubs au cours de sa carrière, dont l'Obilic Belgrade, Erzurumspor K et Kocaelispor K en Turquie. Il a passé ses deux dernières saisons au FK Khazar Lankaran en Azerbaïdjan.
Il a été sélectionné une fois en équipe de la République fédérale de Yougoslavie et a participé à l'Euro 2000.